# Sahe (Berg)
Der Sahe ist ein osttimoresischer Berg im Verwaltungsamt Lolotoe (Gemeinde Bobonaro). Er hat eine Höhe von 879 m und befindet sich im Norden der Aldeia Silagolo (Suco Lupal). Südwestlich liegen der Lolo Lepae (648 m) und in Verlängerung des Höhenzugs des Sahe, der Lolo Holgeben (652 m). Südlich befindet sich das Dorf Silagolo.